# Marc-Antoine-Joseph de Garrigues de Flaujac
Marc-Antoine-Joseph de Garrigues de Flaujac, né le 14 août 1772 à Montfaucon (Lot) et mort le 12 août 1852 à Gourdon, est un homme politique français.

## Biographie
Inspecteur des magasins de tabacs à Cahors, général inspecteur des gardes nationales du département du Lot, maire de Flaujac, il fut élu, le 6 mars 1824, député du Lot et fit partie de la majorité royaliste et ministérielle. 
Il fut réélu député le 24 novembre 1827, ne signa pas l'adresse des 221, et obtint sa réélection, le 23 juin 1830, dans le deuxième arrondissement du Lot (Puy-l'Evêque). A la monarchie de Juillet, il rentra dans la vie privée.

## Sources
- « Marc-Antoine-Joseph de Garrigues de Flaujac », dans Adolphe Robert et Gaston Cougny, Dictionnaire des parlementaires français, Edgar Bourloton, 1889-1891 [détail de l’édition]
- Vincent Wright, Les préfets de Gambetta, PUPS, 2007, p. 221-3